# Ruokojärvi (Övertorneå socken, Norrbotten)
Ruokojärvi är en sjö i Övertorneå kommun i Norrbotten och ingår i Torneälvens huvudavrinningsområde. Sjön har en area på 0,965 kvadratkilometer och ligger 155 meter över havet. Sjön avvattnas av vattendraget Ruokojoki.

## Delavrinningsområde
Ruokojärvi ingår i det delavrinningsområde (741322-183068) som SMHI kallar för Utloppet av Ruokojärvi. Medelhöjden är 186 meter över havet och ytan är 21,71 kvadratkilometer. Räknas de 4 avrinningsområdena uppströms in blir den ackumulerade arean 32,13 kvadratkilometer. Ruokojoki som avvattnar avrinningsområdet har biflödesordning 3, vilket innebär att vattnet flödar genom totalt 3 vattendrag innan det når havet efter 124 kilometer. Avrinningsområdet består mestadels av skog (60 procent) och sankmarker (28 procent). Avrinningsområdet har 1,03 kvadratkilometer vattenytor vilket ger det en sjöprocent på 4,7 procent.